# Fuga del Complejo Presidiario Francisco d'Oliveira Conde de 2020
La fuga del Complejo Presidiario Francisco d'Oliveira Conde de 2020 se llevó a cabo el 20 de enero de 2020 por parte de reos pertenecientes a la banda criminal Primeiro Comando da Capital (PCC).
La operación de escape ocurrió el lunes 20, mediante un agujero realizado en la celda del recinto carcelario para luego bajar el muro del complejo con cuerdas hechas de sabanas. La Policía Federal de Brasil informó que fueron 29 los reos evasores y ordenó vigilar las fronteras regionales con los otros Estados y elevar el nivel de seguridad por tratarse de criminales de «extrema peligrosidad».
El suceso se desarrolló en la ciudad de Rio Branco, capital del Estado de Acre, cerca de la frontera con Bolivia y Perú. La Secretaría de Seguridad pidió al gobierno del presidente Jair Bolsonaro información para evaluar si la fuga del complejo tiene relación con la fuga de la Penitenciaría de Pedro Juan Caballero en Paraguay del 19 de enero, en donde también escaparon miembros del Primeiro Comando da Capital.

## Contexto
Acre desde el inicio de 2020 se encuentra viviendo una oleada de violencia por parte de las bandas de crímenes organizados. La policía local informó que la semana anterior a la fuga, se hubo una masacre entre grupos armados en las zonas rurales de Rio Branco.

## Fuga
Los reos realizaron un hoyo a la pared de su celda central, se retiraron y posteriormente bajaron un muro de tres metros con sogas realizadas con partes de sabanas, en total 26 hombres privados de su libertad participaron en dicha operación.
| Los nombres de los 26 fugados |
| --- |
| Fugados:Francisco Santos Braga, Rogério Furtado dos Santos, Ariclene Firmiano da Silva, Dheyci de Angelo Lima e Lima, Marcos da Costa Ferreira, Aloísio Lucas Mesquita, Diego Oliveira da Silva, Adam Smith Oliveira da Silva, Mirleson Nascimento da Silva, Saymon Wallace Fonseca do Nascimento, Valber de Aguiar Morais, Anderson de Souza Alves, Raimundo Nonato dos Santos Fonseca, Vagner Tércio de Moura, Jaciel Batista do Nascimento, Wellington de Souza Lima, Lucas Souza da Silva, Adalcimar Oliveira de Almeida (recapturado), Joel Menezes de Queiroz, Anderson Lima da Silva Velasquez, Francisane Rocha Ribeiro, Ronicley Ribeiro da Silva, José Valdenes Viana da Silva, Gerilto Caetano da Silva, Sebastião Weverton Lima de França y Francisco dos Santos Coimbra. |

### Recaptura
Horas más tarde, un reo que participó en el escape fue capturado, pertenecía al grupo criminal Bonde dos 13, aliado del Primeiro Comando da Capital.